# Ђулешти (Сучава)
Ђулешти (рум. Giulești) насеље је у Румунији у округу Сучава у општини Бороаја. Oпштина се налази на надморској висини од 321 m.

## Становништво
Према подацима из 2002. године у насељу је живело 604 становника, од којих су сви румунске националности.